# Ametralladora ligera Tipo 96
La ametralladora ligera Tipo 96 (九六式軽機関銃 Kyūroku-shiki Kei-kikanjū?) era una ametralladora ligera empleada por el Ejército Imperial Japonés durante el periodo de entreguerras y la Segunda Guerra Mundial. Entró en servicio en 1936 y disparaba el cartucho 6,5 x 50 Arisaka desde un cargador de 30 cartuchos insertado sobre el cajón de mecanismos. Una combinación de pobre desempeño balístico y falta de fiabilidad hizo que el Ejército Imperial Japonés intentara reemplazar a la Tipo 96 con la ametralladora ligera Tipo 99, aunque ambas fueron ampliamente utilizadas hasta el final de la guerra.

## Historia y desarrollo

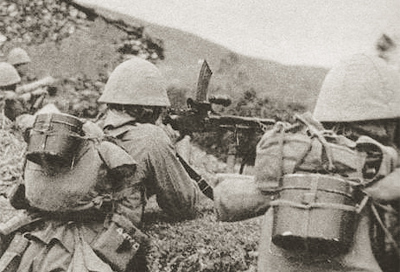
Soldados japoneses disparando sus Tipo 96 desde trincheras.

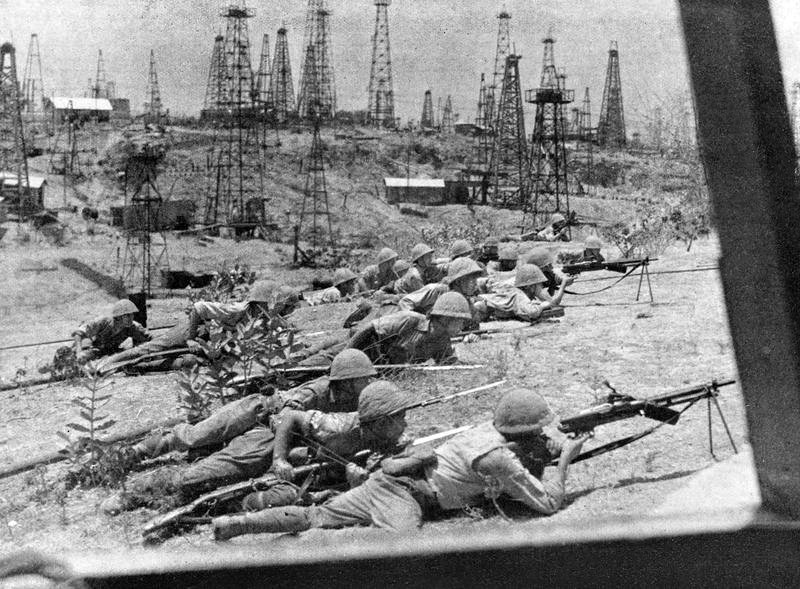
Al fondo puede verse un soldado japonés con una Tipo 96, mientras que sus camaradas en primer plano están armados con la Tipo 11.

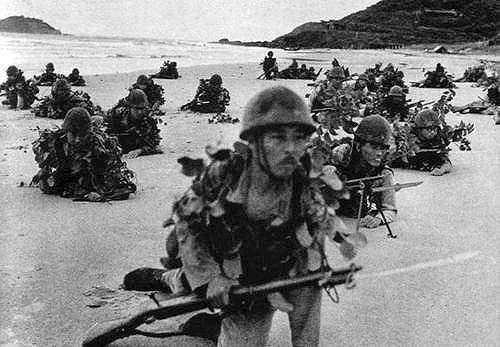
Desembarco de soldados japoneses armados con ametralladoras Tipo 96 en una playa de Malasia.

La experiencia de combate durante el Incidente de Mukden y las posteriores acciones en Manchuria y el norte de China reconfirmaron al Ejército Imperial Japonés la utilidad de las ametralladoras al proveer fuego de apoyo a la infantería que avanzaba. La anterior Tipo 11 era una ametralladora ligera que podía transportarse con facilidad por un escuadrón de infantería al frente. Sin embargo, el sistema de alimentación mediante tolva de la Tipo 11 permitía la entrada de polvo y tierra en el arma, lo cual provocaba bloqueos en terrenos lodosos o polvorientos debido a problemas de poca tolerancia dimensional.
Esto le dio una mala reputación al arma entre las tropas japonesas y se hicieron peticiones para que sea rediseñada. El Arsenal de Kokura del Ejército Imperial Japonés probó unas ametralladoras checoslovacas ZB vz. 26, las cuales habían sido capturadas al Ejército Nacional Revolucionario de la República de China, y (tras tomar prestadas ciertas piezas) creó un nuevo diseño designado Ametralladora ligera Tipo 96, en 1936. La ametralladora fue producida en los arsenales de Kokura, Nagoya y Mukden entre 1936 y 1943, con una producción total de 41.000 unidades.
Mientras que la ametralladora japonesa tenía un mecanismo diferente, se parecía a la ZB vz. 26 en su formato básico al emplear un cargador insertado sobre el cajón de mecanismos y un bípode. Sin embargo, la muy parecida ametralladora ligera Tipo 97 era una copia fabricada bajo licencia de la ametralladora checoslovaca que disparaba el cartucho más potente 7,70 x 58 Arisaka; fue empleada a bordo de los tanques del Ejército Imperial Japonés.   

## Diseño

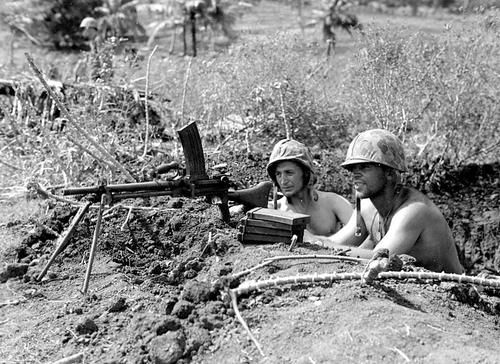
Marines con una Tipo 96 capturada.

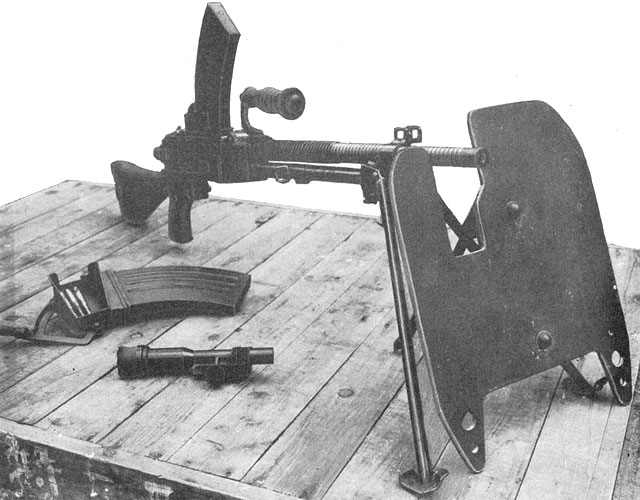
Una Tipo 96 equipada con el escudo protector Tipo 99.

La Tipo 96 era casi idéntica a la Tipo 11 en su formato, ya que era una ametralladora accionada por los gases del disparo y refrigerada por aire, basada en la ametralladora francesa Hotchkiss M1909. Al igual que la Tipo 11, continuaba empleando el mismo cartucho que el fusil Tipo 38 (6,5 x 50 Arisaka), aunque el más potente 7,70 x 58 Arisaka ya había sido adoptado y empezaba a servir en el frente con unidades de primera línea. Debido a su parecido con la Bren, con frecuencia son erróneamente consideradas como copias.
La principal diferencia respecto a la Tipo 11 era el cargador extraíble curvo con capacidad de 30 cartuchos insertado sobre el cajón de mecanismos, lo cual incrementaba en parte la fiabilidad del arma y reducía su peso. El cañón con aletas radiales podía ser cambiado con rapidez para evitar el sobrecalentamiento. La Tipo 96 tenía un punto de mira tipo "hoja" y un alza plegable, con alcances que iban de 200 a 1.500 metros y ajuste en horizontal. Una mira telescópica de 2,5x aumentos con un campo de visión de 10 grados se podía montar en el lado derecho del arma.
La Tipo 96 también tenía un bípode plegable acoplado al bloque de gas y podía ser equipada con la bayoneta de infantería estándar, que se acoplaba al bloque de gas bajo el cañón, siendo, junto a la posterior Tipo 99, la única ametralladora ligera empleada en la Segunda Guerra Mundial a la cual se le podía montar una bayoneta. La ametralladora solamente disparaba en modo automático, aunque podía hacer disparos individuales si se apretaba ligeramente el gatillo.
Sin embargo, entre sus defectos habría que mencionar que el diseñador de armas Kijirō Nambu no hizo nada para solucionar el problema de la tolerancia dimensional entre el cerrojo y la recámara del cañón, que provocaba frecuentes fallos cuando los casquillos disparados se atascaban en la recámara. Para poder mantener una alimentación fiable (en teoría), Nambu recurrió al aceitado de los cartuchos mediante una bomba de aceite situada dentro del cargador. En la práctica, esto provocó el continuo empeoramiento del arma debido a que los cartuchos aceitados atraían el polvo y la arena. Esta característica y sus inerentes fallos, fue descartada de la ametralladora ligera Tipo 99.

## Historial de combate
La Tipo 96 entró en servicio activo en 1936 e intencionaba reemplazar a la vieja Tipo 11; sin embargo, la Tipo 11 ya había sido producida en grandes números y ambas armas permanecieron en servicio hasta el final de la guerra. La Tipo 96 era considerada resistente y fiable, aunque sus balas calibre 6,5 mm no podían atravesar defensas sólidas en comparación con las balas de 7,62 mm del cartucho estadounidense .30-06 Springfield, y fue reemplazada por la más potente Tipo 99 con su bala calibre 7,70 mm en 1937.
Después de la Segunda Guerra Mundial, fue empleada por las fuerzas indonesias durante la Revolución Nacional Indonesia contra el Real Ejército de las Indias Orientales Holandesas, especialmente durante el ataque a Jogjakarta de 1949.[cita requerida]. También fue empleada por el Viet Minh durante la guerra de Indochina y por el Ejército Norvietnamita en la guerra de Vietnam.

## Usuarios
- Corea del Norte[13]
- Imperio del Japón[14]
  -  Ejército Imperial Japonés
  -  Fuerzas Navales Especiales Japonesas
- Indonesia[11]
- República de China
  -  Ejército Nacional Revolucionario[5]
  -  Ejército Popular de Liberación[15]
- Tailandia[16]
- Vietnam del Norte[12]